# Tour de Fuzhou
El Tour de Fuzhou (oficialmente: Tour of Fuzhou) es una carrera ciclista china disputada en la región de Fuzhou en la República Popular China.
Fue creada en el año 2012, formando parte del UCI Asia Tour como competencia de categoría 2.2 (última categoría del profesionalismo en carreras de varios días) y desde el año 2016 pasó a ser una competencia de categoría 2.1.

## Palmarés
| Año  | Ganador           | Segundo           | Tercero           |
| ---- | ----------------- | ----------------- | ----------------- |
| 2012 | Ki Ho Choi        | David McCann      | Koos Jeroen Kers  |
| 2013 | Rahim Ememi       | Milan Kadlec      | Koos Jeroen Kers  |
| 2014 | Samad Poor Seiedi | Amir Kolahdozhagh | Ghader Mizbani    |
| 2015 | Rahim Ememi       | Ahad Kazemi       | Jasper Ockeloen   |
| 2016 | Arvin Moazemi     | Peter Schulting   | Hamid Pourhashemi |
| 2017 | Jai Hindley       | Fung Ka Hoo       | Stanislau Bazhkou |
| 2018 | Ilya Davidenok    | Benjamin Dyball   | Lyu Xianjing      |
| 2019 | Artur Fedosseyev  | Ilya Davidenok    | Carlos Quintero   |

## Palmarés por países
| País       | Victorias |
| ---------- | --------- |
| Irán       | 4         |
| Kazajistán | 2         |
| Hong Kong  | 1         |
| Australia  | 1         |